# Tom Erik Oxholm
Tom Erik Oxholm, né le 22 février 1959 à Larvik, est un ancien patineur de vitesse norvégien.

## Biographie
Aux Jeux olympiques d'hiver de 1980 organisés à Lake Placid aux États-Unis, Tom Erik Oxholm obtient deux médailles de bronze sur 5 000 m et 10 000 m. 

## Palmarès
| Compétition                           | Or | Argent | Bronze                         |
| Jeux olympiques                       |    |        | 1980 (5 000 m) 1980 (10 000 m) |
| Championnats du monde toutes épreuves |    |        | 1980                           |
| Championnats d'Europe toutes épreuves |    |        | 1980                           |

## Records personnels
| Distance      | Temps          | Année |
| ------------- | -------------- | ----- |
| 500 mètres    | 38 s 58        | 1981  |
| 1 000 mètres  | 1 min 16 s 8   | 1981  |
| 1 500 mètres  | 1 min 57 s 19  | 1981  |
| 5 000 mètres  | 7 min 5 s 58   | 1977  |
| 10 000 mètres | 14 min 36 s 60 | 1980  |